# Ptenopus
Genre
Ptenopus est un genre de gecko de la famille des Gekkonidae.

## Répartition
Les espèces de ce genre se rencontrent en Afrique australe.

## Description
Ce sont des geckos nocturnes et terrestres adaptés aux climats secs et chauds.

## Liste des espèces
Selon The Reptile Database (2 novembre 2012) :
- Ptenopus carpi Brain, 1962
- Ptenopus garrulus (Smith, 1849)
- Ptenopus kochi Haacke, 1964

## Publication originale
- Gray, 1866 "1865" : Descriptions of two new genera of lizards from Damaraland. Proceedings of the Zoological Society of London, vol. 1865, p. 640-642 (texte intégral).